# ウィリアム・トロスト・リチャーズ
ウィリアム・トロスト・リチャーズ（William Trost Richards、1833年11月14日 - 1905年11月8日）はアメリカ合衆国の風景画家である。

## 略歴
フィラデルフィアで生まれた。フィラデルフィアの高校を卒業し、1850年から1855年の間、ペンシルベニア美術アカデミーで、ドイツ出身の画家、パウル・ヴェーバーから絵を学んだ。1853年には風景画家になるウィリアム・スタンレー・ヘーゼルタインとも知り合った。絵を学ぶ一方、金属製品のデザイナーとして働きガス灯の部品や燭台などをデザインした。
1852年には美術アカデミーの展覧会に出展し、1858年にはドイツで学んできた風景画家、アルバート・ビアスタットが企画したマサチューセッツ州ニューベッドフォードで開いた展覧会にも出展した。1854年にはニューヨークを訪れ、「ハドソン・リバー派」の画家たち、ジョン・フレデリック・ケンセット、フレデリック・エドウィン・チャーチ、サミュエル・コールマン、ジャスパー・フランシス・クロプシーと交流した。1855年から1856年と1866年から1867年はヨーロッパを旅し、フランス、イタリア、スイス、ドイツを旅した。1856年に3ヶ月、ヘーゼルタインとともにデュッセルドルフに滞在し、アンドレアス・アッヒェンバッハの指導を受けた。1867年にもドイツを訪れている。
最初のヨーロッパ旅行から戻った後、フィラデルフィアのジャーマンタウンに住み結婚した。1862年にナショナル・アカデミー・オブ・デザインの準会員になり1871年に正会員になった。1863年にアメリカ合衆国における「ラファエル前派」の運動の美術団体、「Society for the Advancement of Truth in Art」の会員にもなった。2度目のヨーロッパ旅行からの帰国後の代表的な作品には海岸の風景を描いたものが多い。1874年からアメリカ水彩画協会 (American Watercolor Society)の会員にもなった。

## 作品

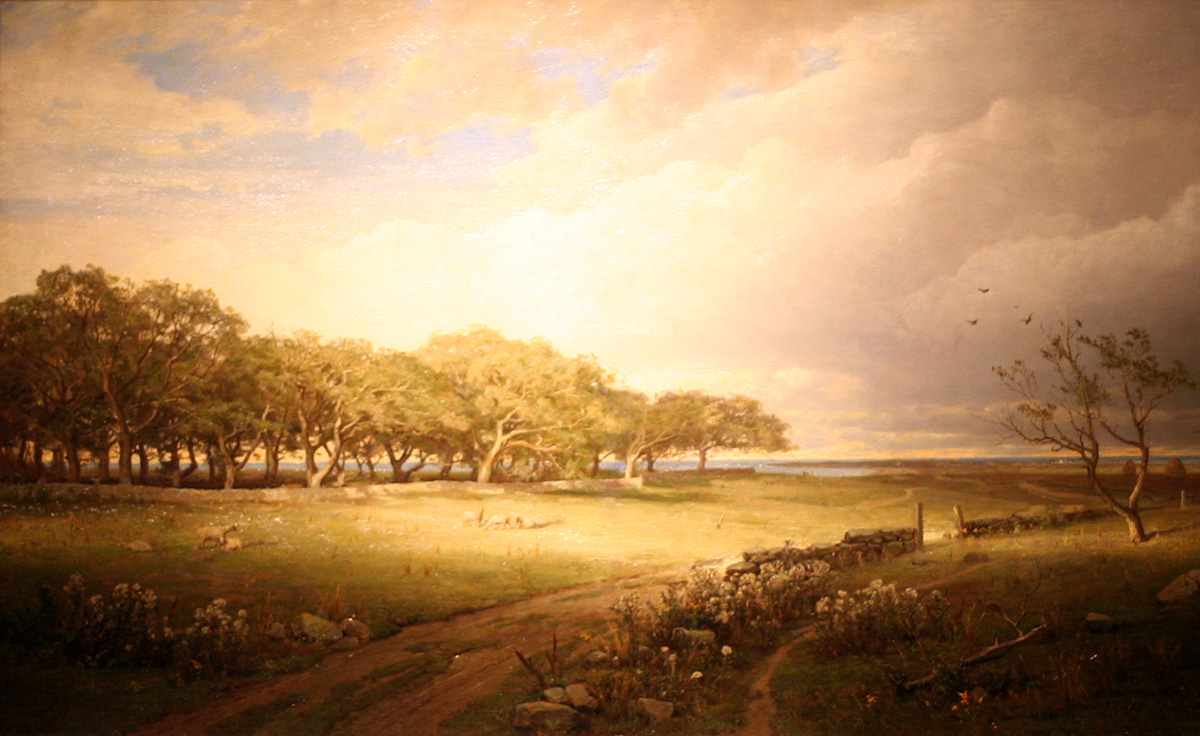
ニューポートの風景(1875)
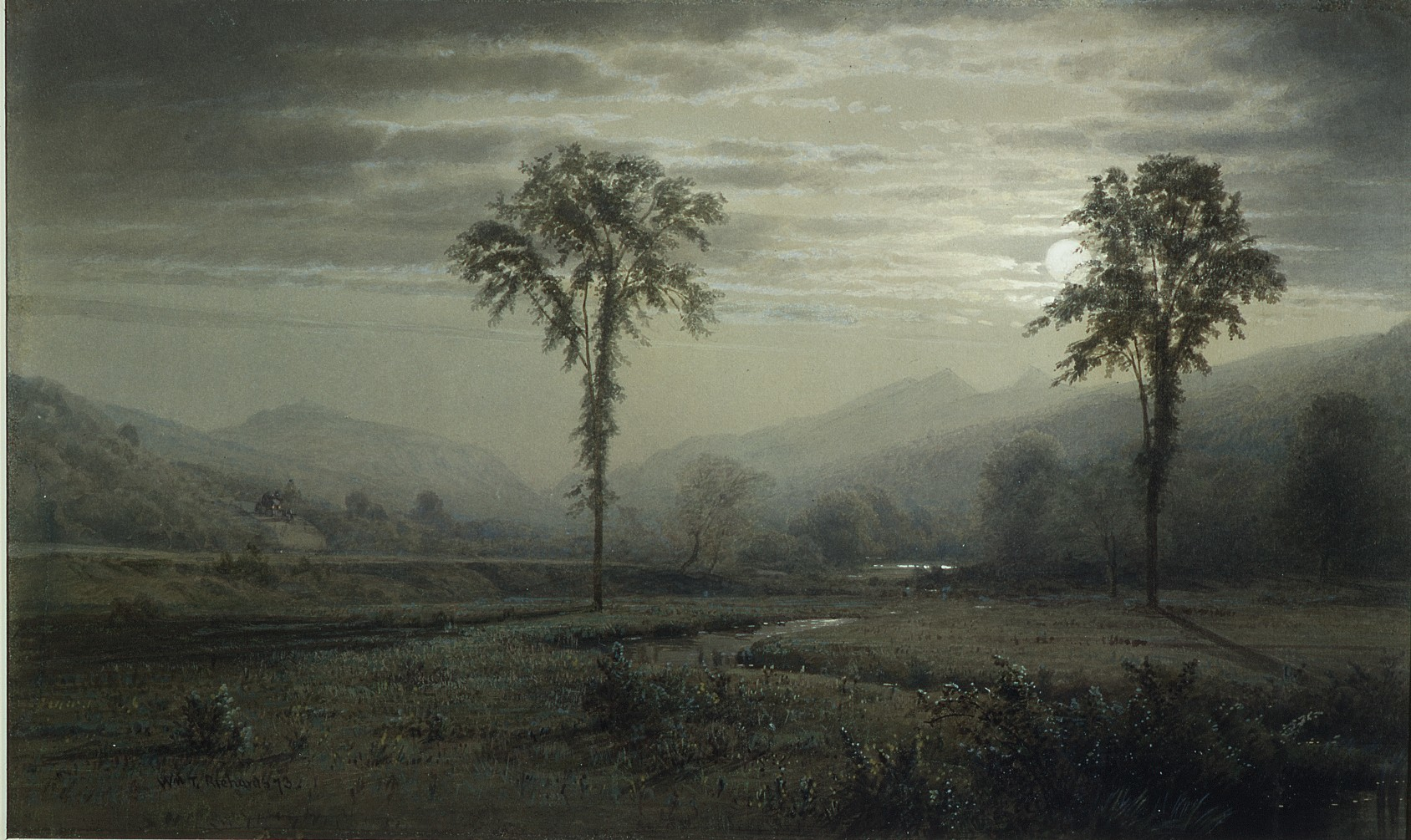
ラファイエット山の夕暮れ
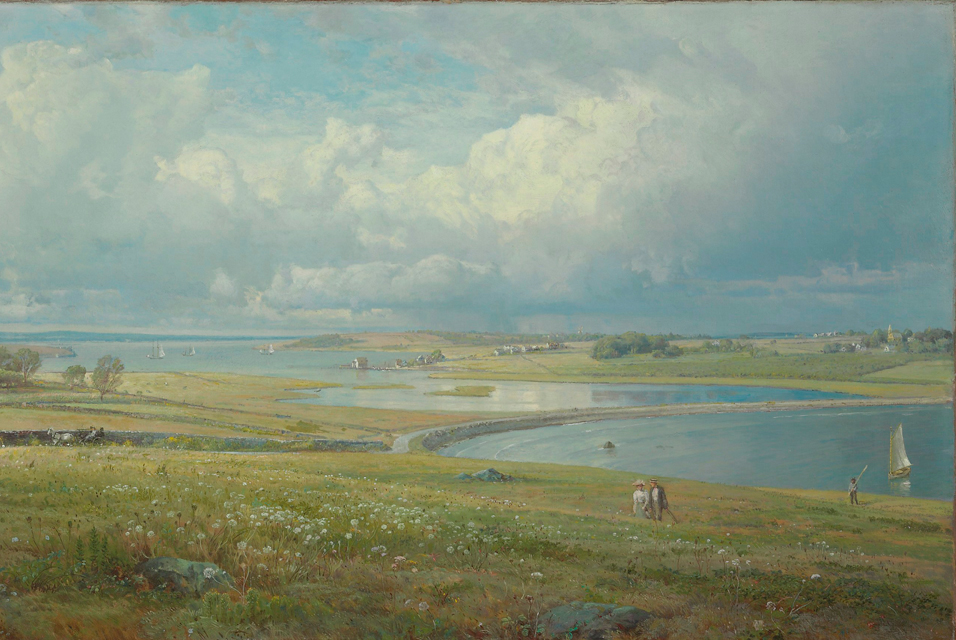
ロードアイランド州ジェームズタウンの風景

「6月のある日」 (1870)
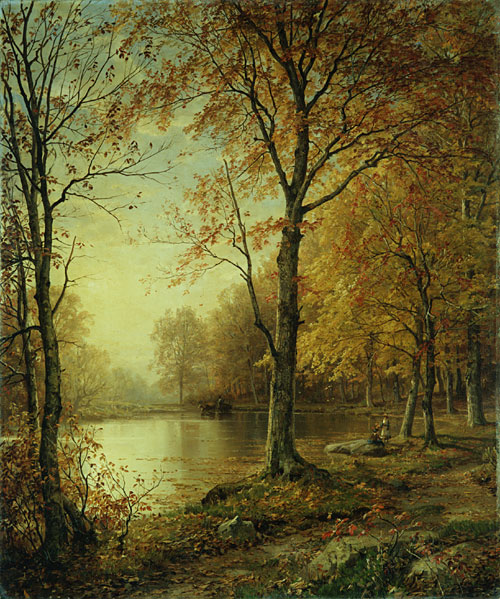
Indian Summer (1875)
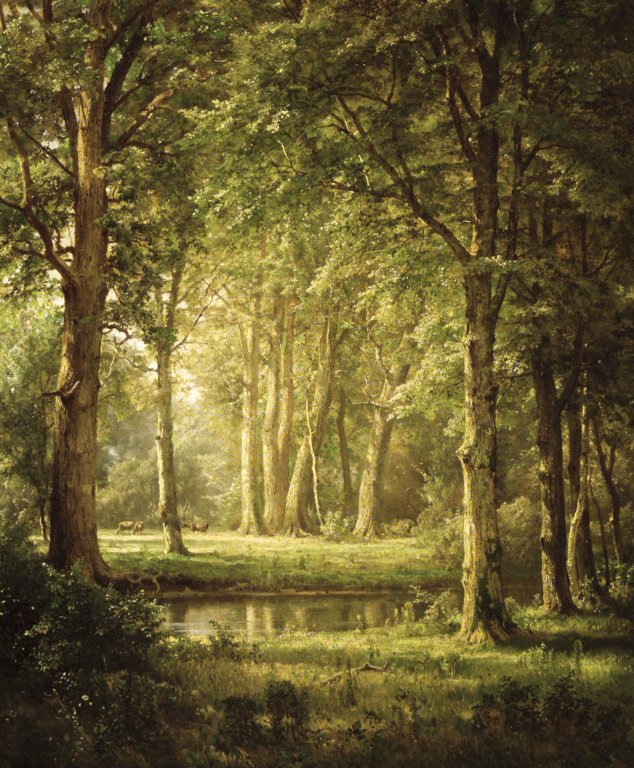
「初夏」(c.1888)
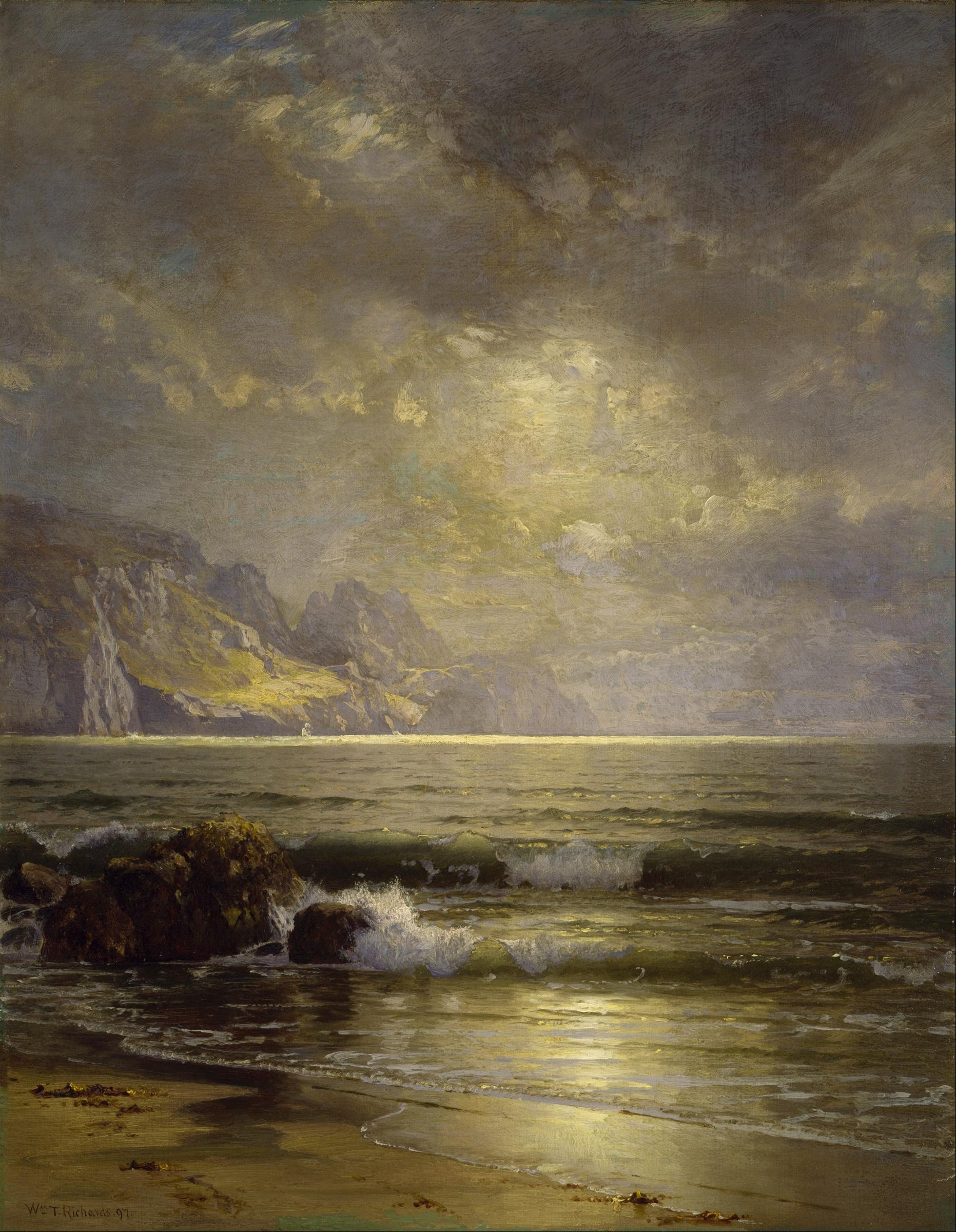
「海の眺め」(1897)